# Yvonne Daunt
Pour les articles homonymes, voir Daunt.
Yvonne Daunt née le 17 août 1899 et morte le 26 avril 1962 est une danseuse de l'Opéra de Paris des années 1920, nommée Étoile de l'Opéra de Paris en 1920. Rythmicienne, elle danse pieds nus comme Isadora Duncan,.

## Famille
Yvonne Rochefort Daunt souvent décrite comme irlandaise, parfois comme canadienne ou anglaise, est née à Paris de parents mariés en Australie. Elle est la fille de John Hubert Edward Daunt et Winnifred Amy Travers Daunt. Son père, un anglais né en Inde, a joué au golf pour la Grande-Bretagne aux Jeux olympiques d'été de 1900 à Paris, sa mère est née en Australie. Son grand-père, John Daunt (en), a reçu la Croix de Victoria pour son service en Inde.

## Carrière
Née à Paris, Yvonne Daunt passe sa jeunesse au Japon, puis revient à Paris. En 1916, elle danse au Palais de Glace, au rond point des Champs-Élysées. Elle est engagée par Jacques Rouché pour la nouvelle classe d'eurythmique du corps de ballet de l'Opéra de Paris fin 1917 ; première danseuse en 1918, danseuse étoile en 1920.
Yvonne Daunt est une danseuse formée à la fois à la tradition du ballet classique et aux eurythmies. La technique de Daunt mélange le style « grec » aux pieds nus avec le travail traditionnel de la pointe et de la demi-pointe.
« C'est une véritable artiste », remarque un critique en 1919 ; « Elle affiche beaucoup d'inspiration et une forte personnalité, ainsi qu'une technique [sic] impeccable». Ses costumes minimalistes sont considérés comme « surprenants » pour l'époque.
Elle apparaît dans Castor et Pollux en 1919, dans le rôle de l'Esprit de feu, incarnant la soif du désert dans Antar en 1921,, dans Les Troyens,, et dans Ascanio, la même année.
Elle remplace Ida Rubinstein dans le rôle-titre de La Tragédie de Salomé en 1922, et danse le rôle de la Source dans le ballet Frivolant, de Jean Poueigh et Pierre Hortala, la même année,, dans Padmâvatî en 1923.
Elle participe aux premières Sunshine Matinees, fondée en 1919 par Dorothy Claremont et Phillip J. S. Richardson pour montrer le développement de la danse en Angleterre, au Queen's Theatre de Londres le 25 novembre 1919.
En 1922, elle est engagée pour danser au Coliseum Theatre à Londres où elle se blesse.
En 1923, elle chorégraphie une série de danses sur la musique du compositeur américain Henry Cowell,.
Elle quitte l'Opéra en 1924, au moment de son mariage. Dans les années 1930, elle vit à Sydney et enseigne la danse,. « Je me rends compte maintenant que le succès de mon travail d'élévation est dû à la vie en plein air que je menais étant jeune », déclare-t-elle à un journal en 1935, faisant référence aux avantages de son éducation australienne pour une carrière dans la danse.

## Iconographie

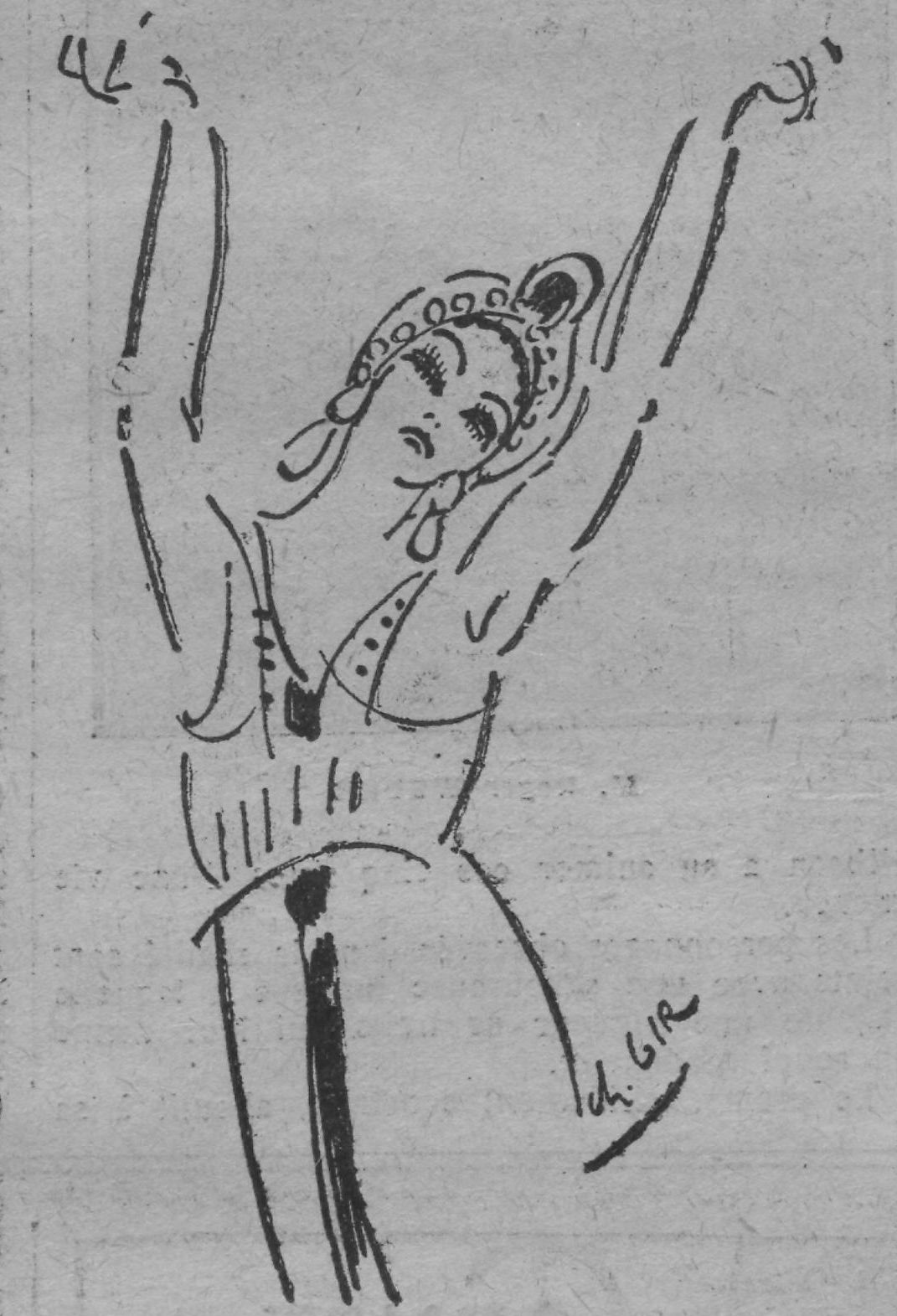
Yvonne Daunt par Charles Gir

Marguerite Milward (en) et Louise Ottensooser, deux élèves d'Antoine Bourdelle, réalise un buste en plâtre d'Yvonne Daunt pour le Salon des Tuileries 1923,. A Paris, Yvonne Daunt est dessinée par Charles Gir et elle rencontre Henri Matisse qui fait son portrait en cadeau de mariage en 1924.

## Vie privée
Yvonne Daunt s'est mariée deux fois. Son premier mari est Allan Stein, neveu de Gertrude Stein. Ils ont un fils, Daniel, né en 1927. Ils divorcent en 1930 et se remarient tous les deux. Son deuxième mari est Carleton Graves. Yvonne Daunt Graves est décédée en 1962, à l'âge de 62 ans. Sa tombe est avec celle de son second mari au cimetière national de San Francisco.
Elle est aussi une grande amie d'Anatole France pendant ses années à Paris.
Sa nièce, Sybella Daunt Blencowe, commande, en Australie, un spectacle de danse intitulé « Forgotten Interlude » en 2009, en son hommage.